# 何掌邦
何掌邦，BBS（1938年1月4日—），香港傳媒界及出版界人士，無綫電視新聞部首任總監。他於1967年加入無綫電視，1976年轉任麗的電視副總經理。1977年離開電視界後主力從商，還參與社區及政治服務。現為香港資深傳媒人員聯誼會顧問。

## 背景

### 早年生活
何掌邦生於香港，在馬來亞長大。其祖父在怡保經營石礦，父親是海外華僑，對下有1名胞弟。何掌邦於1940年代由於第二次世界大戰爆發，隨父親赴中國內地避難，且從4歲起在大陸入讀小學，1945年輾轉之下經香港重返馬來亞生活。留港一年間，拔萃男書院剛受戰事波及以致校舍受損，加上香港重光後有較多適齡學童需要入學以追回學業進度，他獲拔萃女小學取錄入讀第7班，往後於馬來亞完成小學及中學階段。為了達成父親期望，何掌邦回到香港工業專門學院報讀機械工程系3年制證書學位（1957年未能通過日校部畢業試，1958年需要重考熱力學及汽車工程學科，然而選擇到英國求學）和考獲倫敦城市工聯會學院（City and Guilds of London Institute）技術科學試證書（Full Technological Certificate）。於倫敦畢業未幾便到位於當地的路透社任職新聞特派員，時維1958年。

### 事業發展
加入路透社初年，何掌邦主要處理文書工作，1959年左右才被派駐新加坡當特派記者，負責採訪亞洲區內新聞如越南共和國總統吳廷琰被行刺事件、1963年馬來西亞聯邦成立、印尼—馬來西亞對抗衝突、東南亞條約組織於馬尼拉舉行會議、1951年至1966年間舉行的各屆亞洲運動會以及1964年東京奧運等世界大事。其中他於1964年東京奧運結束後獲國際奧林匹克委員會邀請撰寫該屆運動會的相關書籍。在職期間是路透社聘用的首位中國人記者，當過該社香港分社社長。直至1967年，適逢時任無綫電視總經理利孝和急需人手為無綫電視建立新聞部，何掌邦的朋友、記者兼撰稿員 Dick Hills 把他介紹予利氏，利氏很快便接觸何掌邦詢問其跳槽意願。本來他不感興趣，結果利孝和翌日親自前往路透社英國總部，向社長提出借將請求，如是於1967年4月羅致何掌邦為無綫電視新聞部總監。
他上任後首項工作是統籌翡翠台和明珠台新聞部的運作安排，逐漸兼管其他行政管理事宜，例如監督《香港電視》出版。何掌邦在1968年應美國國防部部長邀請外訪美國，曾於1970年親自到日本為「大阪萬國博覽會特輯」作節目編導。當1974年寶生銀行發生人質挾持事件，何掌邦為讓市民實時留意銀行外面的情況，於是決定讓無綫新聞部借用《歡樂今宵》節目組的攝影機，進行香港首次戶外新聞直播。
離開無綫電視前，何掌邦位至一般事務經理。1975年8月遞交辭職信後，他於同年12月被董事局調任總經理助理至1976年2月底為止。此前，他在1975年被挖角出任麗的電視副總經理。1976年3月初甫上任即赴馬尼拉出席亞太廣播聯盟會議，為電視台爭取1976年夏季奧林匹克運動會播映權。1977年7月7日卻因管理層人事問題辭職，即日生效。其職位由鍾景輝接任。當時他之所以轉投麗的電視，原因出於有意協助麗的電視台擴張業務和達到賺錢目標。
後來從1978年起，何掌邦乘著改革開放帶來的商機而投身商界，開設「國際企業有限公司」經營出版及印刷生意，自任總經理，亦身兼香港中華總商會（永遠榮譽）會董兼對外事務委員會副主席及香港中華出入口商會會董/榮譽參事一類重要身份。而中國於1978年至1979年希望與國際奧林匹克委員會接軌，遂找來何掌邦幫忙穿針引線，由此造就中國奧林匹克委員會成立。另外，何掌邦自1998年開始涉足政界，既代表商界參加1998年香港選舉委員會界別分組選舉，又擔任廣東省政協港區委員。當第九屆委員任期於2008年1月結束後，他沒有再尋求連任，但仍為政治機構服務。
社會服務方面，何掌邦在關注越南船民問題的情況下，主動了解因之而成立的國際社會服務社，更於1999年加入香港國際社會服務社顧問委員會成為委員。他於2002年至2019年間獲選為該社主席，2015年4月當選國際社會服務社世界理事會主席，及至2019年卸任兩社主席崗位。除此之外，何掌邦鼓勵辦學，捐建佛山三水下東鲁何掌邦學校。他在2016年基於「長期熱心參與社會服務，為弱勢社羣發展及提供優質服務」，獲香港特別行政區政府頒授銅紫荊星章。現時處於完全退休狀態。

### 其他資料
2013年8月，何掌邦駕車途經跑馬地黃泥湧峽道落斜時，疑因天雨路滑及輾及地上異物，導致避震器出現問題，令座駕失控；他扭軚不遂，終使座駕鏟上行人路，繼而撞向山邊石壆。同年，他曾為《香港經濟日報》撰寫專欄「旅途中」。

## 個人生活
何掌邦於1969年與當時任職無綫電視總經理秘書的黃兆章結婚。2人於同年2月4日在香港大會堂婚姻註冊處舉行婚禮。他後來再婚，與吳詠絮結婚，婚後育有現為執業大律師的女兒何蔚雲。